# پودگورنی (استان آمور)
پودگورنی (به لاتین: Podgorny) یک منطقهٔ مسکونی در روسیه است که در استان آمور واقع شده‌است.